# Biodiversity Information Standards (TDWG)
Biodiversity Information Standards (TDWG), originalmente com a designação de Taxonomic Databases Working Group, é uma associação científica e educacional sem fins lucrativos que trabalha para desenvolver padrões abertos para o intercâmbio de dados sobre biodiversidade, facilitando a informática para a biodiversidade. É afiliado da União Internacional de Ciências Biológicas. É mais conhecido pelo padrão Darwin Core para intercâmbio de biodiversidade, que tem sido usado pelo Global Biodiversity Information Facility para recolher milhões de observações biológicas de museus e outras organizações em todo o mundo.

## História
O TDWG foi fundado em 1985 como Taxonomic Databases Working Group (Grupo de Trabalho de Bancos de Dados Taxonómicos); a primeira reunião ocorreu de 28 a 30 de setembro de 1985, no Conservatório e Jardim Botânico da cidade de Genebra, na Suíça. A organização foi formada como uma colaboração internacional para promover a disseminação mais ampla e eficaz de informações sobre organismos biológicos. O nome foi alterado para Taxonomic Databases Working Group for Plant Sciences em 1986. Em outubro de 1988, foi aceite como comissão da União Internacional de Ciências Biológicas, e no mesmo ano teve o nome novamente alterado para International Working Group on Taxonomic Databases for Plant Sciences. Inicialmente focado em bancos de dados taxonómicos de plantas, expandiu o escopo em 1994, de modo a cobrir todos os bancos de dados taxonómicos e mudou seu nome para Grupo de Trabalho Internacional em Bancos de Dados Taxonómicos.
Em 2006, o grupo decidiu mudar o nome, enfatizando o foco nos padrões de compartilhamento de dados de biodiversidade, ao invés de taxonomia ou das próprias bases de dados. A sigla TDWG foi mantida, uma vez que o grupo desejava assegurar a continuidade histórica, ficando o novo nome como Biodiversity Informations Standards (TDWG) (Padrões de Informação sobre Biodiversidade).

## Atividades
O TDWG organiza uma reunião anual para os seus membros, tendo a organização sido fundada no primeior destes encontros, em Genebra em 1985.
A associação atualmente:
1. Desenvolve, adota e promove padrões e diretrizes para o registro, descoberta, troca e integração de dados sobre organismos ,
2. Promove o uso desses padrões e diretrizes por meio dos meios mais adequados e eficazes, e
3. Atua como um fórum de discussão sobre os padrões de informática da biodiversidade

Esta organização publica anais de conferências no Biodiversity Information Science and Standards ( BISS ), publicado pela Pensoft .

### Padrões publicados
- Audubon Core
- Darwin Core
- Declarações de aplicabilidade GUID
- Protocolo de acesso TWDG para recuperação de informações (TAPIR)
- Documentação de padrões TDWG (SDS)
- Descrições de coleções naturais (NCD, não ratificado)

### Padrões em desenvolvimento
- Best Practices for Development of Vocabularies of Values
- Collection Descriptions (CD)
- Darwin Core Chronometric Age Extension
- Data Quality Use Cases
- Extension for Geosciences (EFG)
- Framework on Data Quality
- Invasive Organism Information
- People in Biodiversity Data